# Scudellate
Scudellate ist die grösste Fraktion der ehemaligen Gemeinde Muggio, die mittlerweile mit der Gemeinde Breggia im Bezirk Mendrisio des Kantons Tessin in der Schweiz fusioniert ist. 

## Geographie
Das Dorf liegt im oberen Muggiotal, ein paar hundert Meter von der italienischen Grenze entfernt. Es ist mit Erbonne, einem Ortsteil von Centro Valle Intelvi in der Provinz Como, über eine Brücke verbunden und in etwa dreissig Minuten erreichbar. Die beiden Orte verbindet eine gemeinsame Geschichte.

## Geschichte
Das Dorf gehörte kirchlich zu Muggio, bis es 1800 zu einer Unterpfarrei und 1813 zu einer Pfarrei
erhoben wurde. Diese umfasst auch das italienische Dorf Erbonne, um das 1604 ein Grenzstreit ausbrach, der bis 1768 dauerte.

## Bevölkerung
Scudellate hatte 2013 22 Einwohner.

## Verkehr
Das Dorf ist über eine schmale kurvenreiche Strasse mit dem Auto erreichbar. An den öffentlichen Verkehr ist es durch eine Postautolinie angebunden.

## Sehenswürdigkeiten
Das Dorfbild ist im Inventar der schützenswerten Ortsbilder der Schweiz (ISOS) als schützenswertes Ortsbild der Schweiz von nationaler Bedeutung eingestuft.
- Kirche dell’Addolorata[2]
- Nevèra auf Alp da Génor[3]

## Bilder

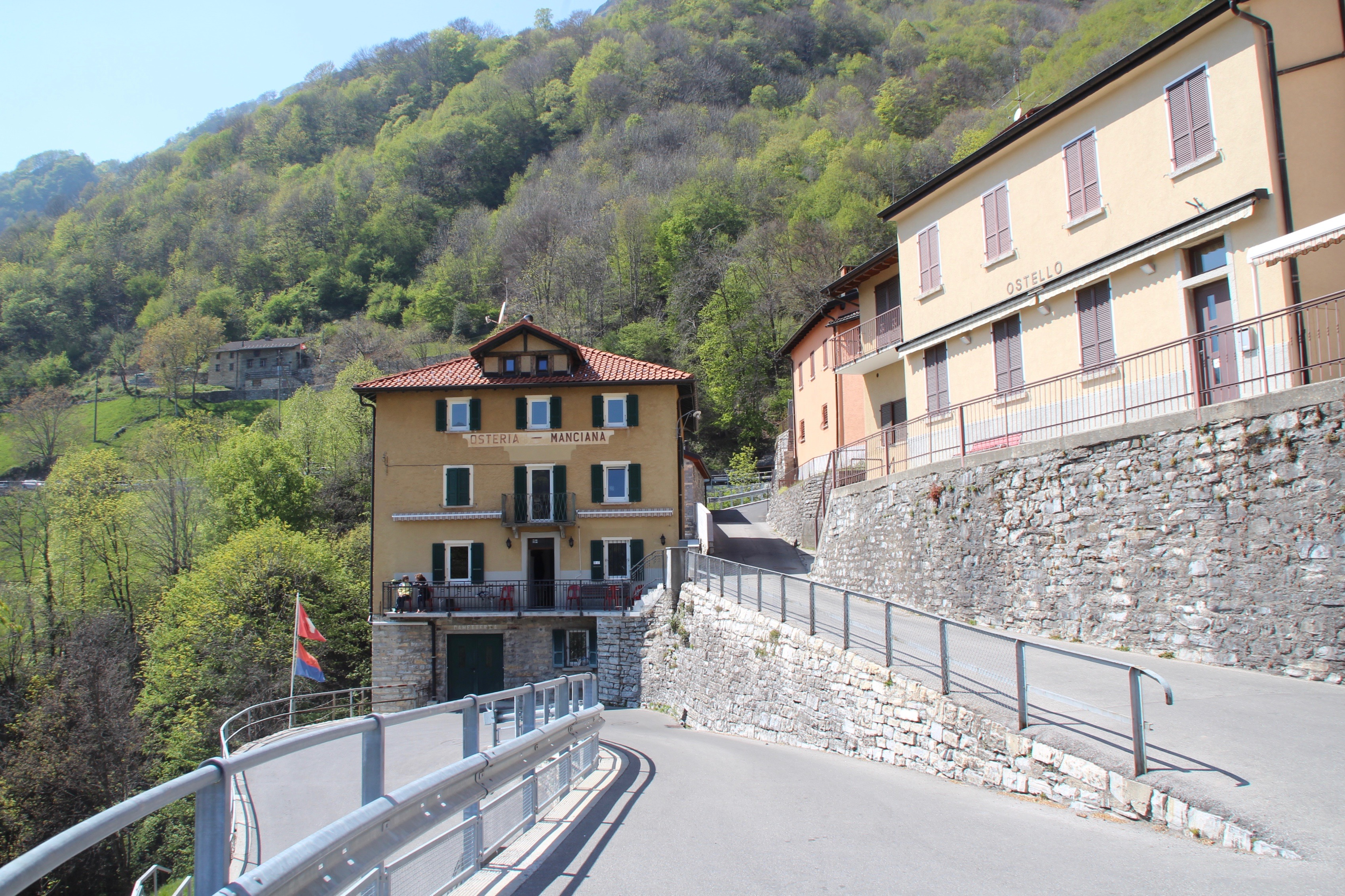
In Scudellate
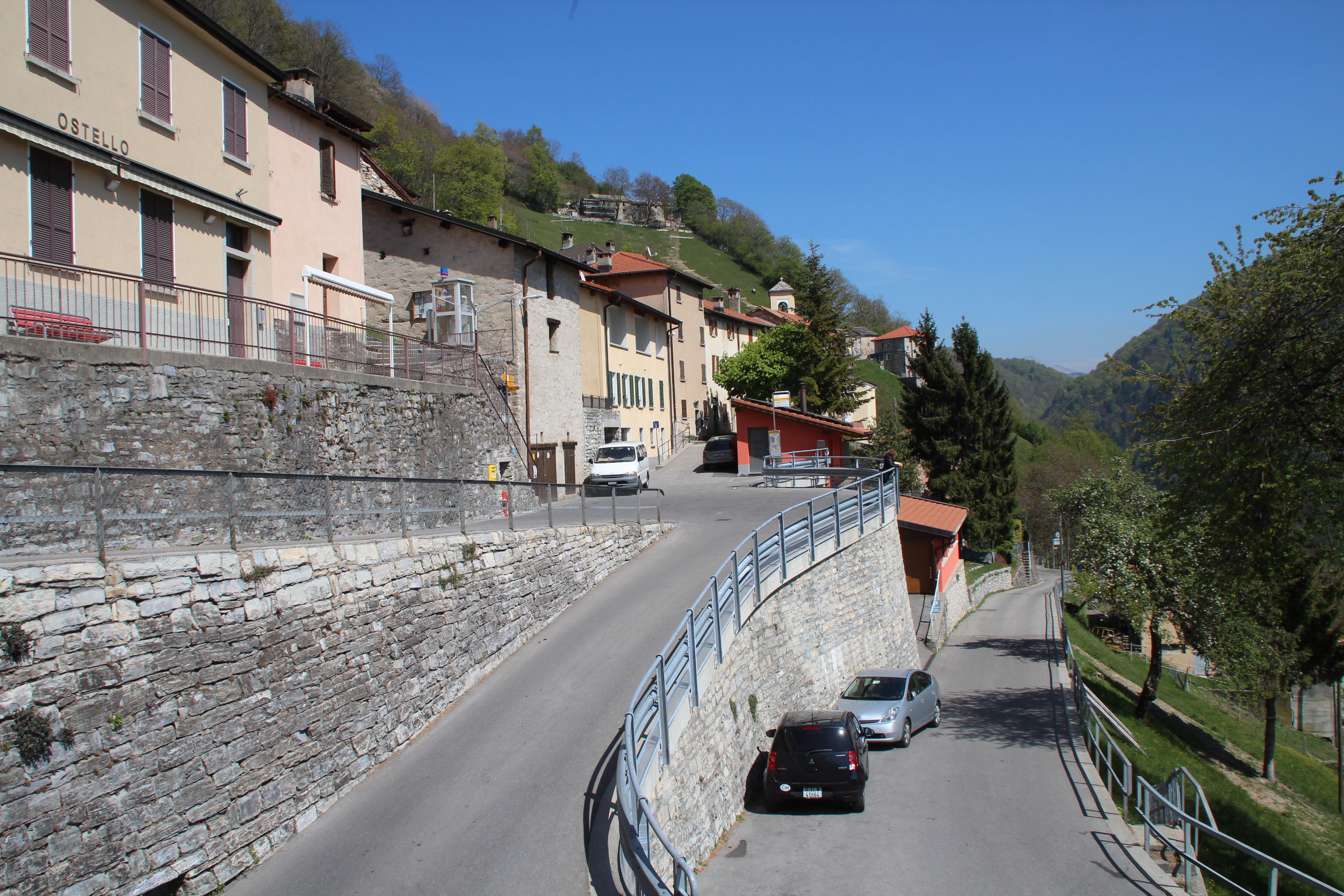
Osteria
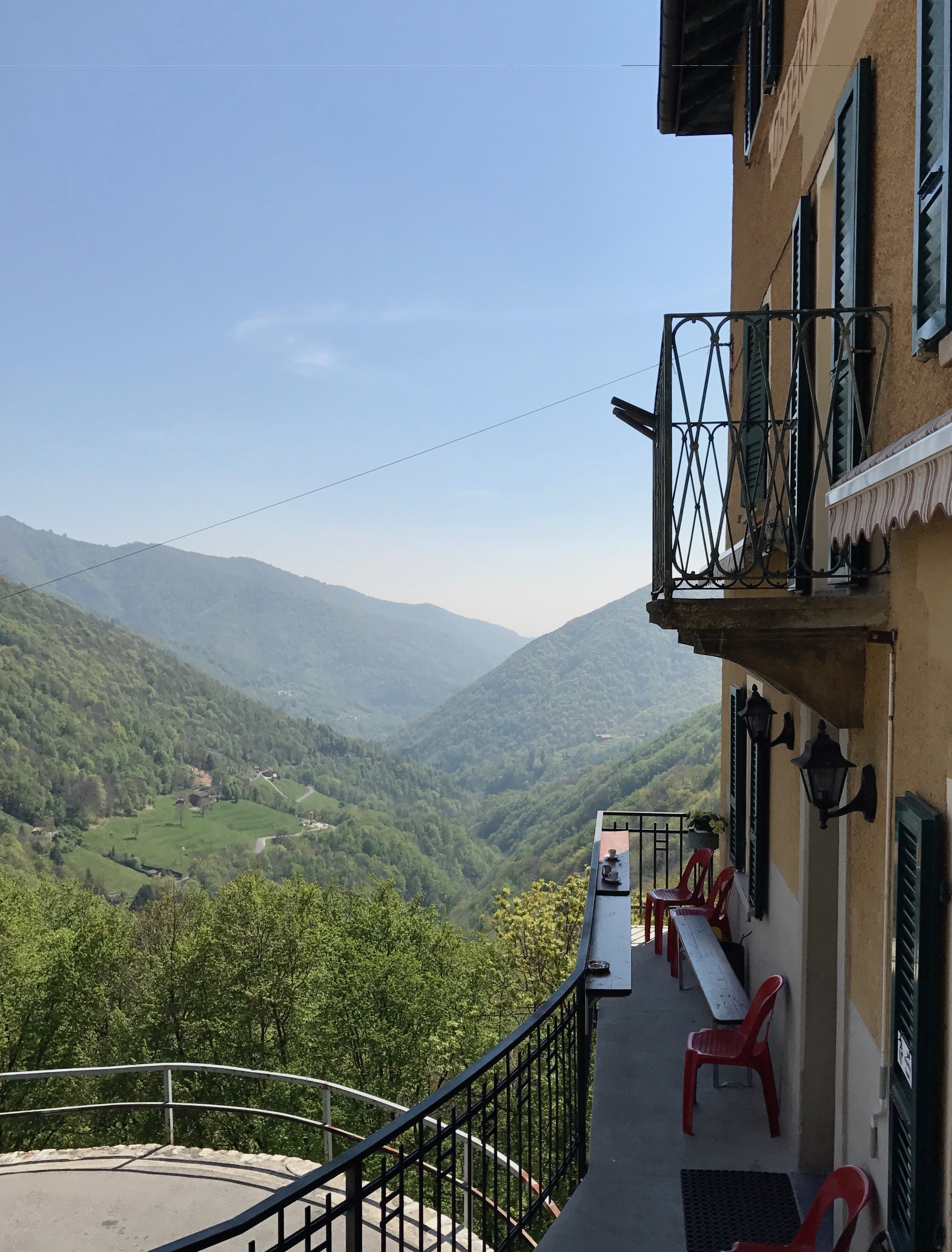
Blick ins Tal